# Detroit Red Wings
O Detroit Red Wings é uma equipe americana de hóquei no gelo, sediada em Detroit, que disputa a NHL. É a terceira equipe mais bem-sucedida da liga e a maior vencedora da Copa Stanley nos Estados Unidos com onze títulos (1935-36, 1936-37, 1942-43, 1949-50, 1951-52, 1953-54, 1954-55, 1996-97, 1997-98, 2001-02 e 2007-08). O sucesso dos Red Wings levou a Detroit a ganhar o apelido "Hockeytown" (cidade do hóquei), frase registrada pelos Red Wings e registrada no centro do gelo do estádio da equipe, Joe Louis Arena. A franquia é uma das Original Six.

## História
Em 1926, a NHL decidiu expandir a liga, vendendo para um grupo de Detroit um time recém-encerrado baseado na Columbia Britânica, Vitória Cougars. O time então, começou a jogar como Detroit Cougars, sob o técnico e gerente-geral Jack Adams. Jack resolveu mudar o nome do time no início da temporada 1930-31 para Detroit Falcons. Após a grande depressão americana, o time passava por dificuldades financeiras e Jack Adams teve que tirar dinheiro de seu bolso para pagar o elenco.
Em 1932 os problemas financeiros acabaram quando o magnata James Norris Senior comprou o time. Com Jack e James dirigindo o time, ficou decidido que o novo logo do clube seria uma roda alada, em referência à afamada indústria automobilística da cidade de Detroit, e com isso mudariam também o nome do time para Red Wings.
O Red Wings passou por uma longa fase sem títulos depois da Copa Stanley de 1955. Após chegar na final de 1966, começou uma fase de decadência para a equipe, só revertida após a chegada de Steve Yzerman em 1983. Sob Yzerman e seu sucessor Nicklas Lidstrom, os Red Wings venceram a liga quatro vezes (1997, 1998, 2002 tendo Yzerman como capitão, e 2008, com Lidstrom capitaneando). A reconstrução do time em torno de Yzerman marca uma era em que iniciaram o que, na época, foi a maior série de classificações consecutivas nas ligas norte-americanas, com 25 temporadas desde 1989. Entretanto, os Red Wings ficaram de fora da pós-temporada em 2017, marcando a terceira maior sequência de participações nos playoffs (atrás apenas do Boston Bruins de 1968 a 1996, com 29 participações, e do Chicago Blackhawks de 1977 a 1998, com 28 aparições). 
O time jogou na Joe Louis Arena desde 1979, mas o time planejava se mudar para uma nova arena ao custo de US$650 milhões. Os planos foram efetivados e atualmente o Detroit Red Wings joga na Little Caesars Arena, sua casa desde a temporada de 2017-18.